# Lijst van voetbalinterlands Bolivia - Chili (vrouwen)
Deze lijst van voetbalinterlands is een overzicht van alle officiële voetbalinterlands tussen de nationale vrouwenteams van Bolivia en Chili. De landen hebben tot nu toe zeven keer tegen elkaar gespeeld.

## Wedstrijden
| № | Plaats       | Datum             | Competitie                   | Wedstrijd       | Uitslag |
| - | ------------ | ----------------- | ---------------------------- | --------------- | ------- |
| 1 | Minas Gerais | 8 januari 1995    | Sudamericano Femenino 1995   | Chili − Bolivia | 11 − 0  |
| 2 | Lima         | 11 april 2003     | Sudamericano Femenino 2003   | Bolivia − Chili | 7 − 1   |
| 3 | Riobamba     | 8 november 2010   | Sudamericano Femenino 2010   | Chili − Bolivia | 3 − 0   |
| 4 | La Florida   | 12 maart 2014     | Zuid-Amerikaanse Spelen 2014 | Chili − Bolivia | 2 − 0   |
| 5 | Cuenca       | 16 september 2014 | Copa América 2014            | Chili − Bolivia | 3 − 0   |
| 6 | Cali         | 17 juli 2022      | Copa América 2022            | Chili − Bolivia | 5 − 0   |
| 7 | La Florida   | 3 juli 2025       | Vriendschappelijk            | Chili − Bolivia | 5 − 0   |

## Samenvatting
| Competitie                           | Totaal gespeeld | Winst Bolivia | Gelijk | Winst Chili | Doelsaldo Bolivia – Chili |
| ------------------------------------ | --------------- | ------------- | ------ | ----------- | ------------------------- |
| Sudamericano Femenino / Copa América | 5               | 1             | 0      | 4           | 7 − 23                    |
| Zuid-Amerikaanse Spelen              | 1               | 0             | 0      | 1           | 0 − 2                     |
| Vriendschappelijk                    | 1               | 0             | 0      | 1           | 0 − 5                     |
| Totaal                               | 7               | 1             | 0      | 6           | 7 − 30                    |